# Septembre 1993

## Événements
- En septembre 1993, début du flux sans fin d'arrivée de nouveaux utilisateurs d'internet, appelé par certains « septembre éternel ».

- 3 septembre : l'Ukraine (Kravtchouk) renonce à l'armement nucléaire.

- 9 septembre : accord de Washington sur l'autonomie des territoires occupés par Israël en Palestine, concrétisation des négociations secrètes menées à Oslo depuis le début de l'année (du 9 au 13 septembre).

- 12 septembre (Formule 1) : Grand Prix automobile d'Italie.

- 13 septembre : accords d'Oslo entre Israël et l'OLP[1].

- 16 septembre : rupture du cessez-le-feu en Abkhazie par les indépendantistes relançant la guerre d'Abkhazie.

- 19 septembre :
  - Victoire électorale des anciens communistes en Pologne.
  - Ange-Félix Patassé remporte le deuxième tour de l'élection présidentielle en Centrafrique, avec plus de 52 % des voix.

- 21 septembre : 
  - Durant le blocus de l'aéroport de Soukhoumi, Un Tu-134A de la Transair Georgia est abattu par un missile sol-air courte tiré par les forces armées d'Abkhazie tuant les 5 membres d'équipage et les 22 passagers.
  - Avènement de la fronde de la Douma, environ 200 personnes périssent lors de cet affrontement.

- 22 septembre : 
  - Un Tu-154 de la Transair Georgia est abattu également après tenté d’atterrir à l'aéroport de Soukhoumi tuant 108 des 132 personnes à bord.
  - Inondation dans le sud est de la France faisant 3 morts (222 mm de pluie à Aix-en-Provence en 2 heures).

- 23 septembre : Bataille de Newry Road, fusillade opposant des hélicoptères britanniques et des camions armés de l'armée républicaine irlandaise provisoire (IRA).

- 24 septembre : la CEI se dote d'un conseil des ministres des Affaires étrangères.

- 25 septembre : aux Lucs-sur-Boulogne, en Vendée, inauguration du Mémorial de la Vendée en présence d'Alexandre Soljenitsyne, qui prononce à cette occasion un discours resté célèbre lors duquel il dresse un parallèle entre la Révolution française et la Révolution d'Octobre, les condamnant toutes deux pareillement.

- 26 septembre (Formule 1) : Grand Prix automobile du Portugal. Alain Prost remporte le Championnat du monde de Formule 1 au volant d'une Williams-Renault. C'est le 4e titre pour Alain Prost.

- 27 septembre : Fin de la bataille de Soukhoumi qui tombe aux mains des indépendantistes[2].

## Naissances
- 1er septembre : Ilona Mitrecey, chanteuse française.
- 3 septembre : Juniel, auteur-compositeur-interprète sud-coréenne.
- 4 septembre : Mark Yi-Eun Tuan(ou Mark), rappeur, chanteur et danseur américano-taïwanais, membre du groupe GOT7.
- 7 septembre : Gotaga (Corentin Houssein dit), joueur de jeux vidéo, streameur et vidéaste français.
- 10 septembre: 
  - Ruggero Pasquarelli, acteur et chanteur italien.
  - Lionel Zouma, joueur de football français et centrafricain.
- 13 septembre : Niall Horan, membre des One Direction.
- 14 septembre : 
  - Ramzi Boukhiam, surfeur marocain.
  - Travis Boyd, joueur professionnel américain de hockey sur glace.
  - Ashley Caldwell, skieuse acrobatique américaine spécialisée dans le saut acrobatique.
  - Perry Ellis, joueur américain de basket-ball.
  - Justin Mottier, coureur cycliste français.
  - Mamadou N'Diaye, basketteur sénégalais.
  - Barbora Neckářová, joueuse de volley-ball tchèque.
  - Noah Sadaoui, footballeur américain d'origine marocaine.
- 15 septembre : Delcat Idengo, auteur-compositeur et rappeur congolais († 13 février 2025).
- 17 septembre : Sofiane Boufal, footballeur international marocain.
- 18 septembre : Zozibini Tunzi, mannequin sud-africain et Miss Univers 2019.
- 19 septembre : Cheick Cissé, Taekwondoïste ivoirien.
- 20 septembre : Julian Draxler, footballeur international allemand.
- 21 septembre : Kwon Mina, chanteuse et actrice sud-coréenne, membre du groupe AOA.
- 29 septembre : Lee Hong-bin, chanteur et acteur sud-coréen, membre du groupe VIXX.
- 30 septembre : 
  - Charlotte Abramow, photographe et réalisatrice belge.
  - Abibatou Yaya, escrimeuse togolaise.
  - Gaz Mawete, chanteur congolais.

## Décès
- 12 septembre : Raymond Burr, acteur (° 21 mai 1917).
- 13 septembre : Frederick Campion Steward, botaniste britannique (° 16 juin 1904).
- 17 septembre : Clorinda Málaga de Prado, Première dame du Pérou de 1958 à 1962 (° 3 juillet 1905).
- 20 septembre : Zita Johann, actrice hongroise.
- 21 septembre : 
  - Fernand Ledoux, comédien (° 24 janvier 1897).
  - Ian Stuart Donaldson, chanteur et créateur du groupe Skrewdriver (° 11 août 1957).
- 22 septembre : Maurice Abravanel, chef d'orchestre américain (° 6 janvier 1903).
- 28 septembre : Paul Giguet, coureur cycliste français (° 25 avril 1915).